# La Prisonnière de Sekhmet
La Prisonnière de Sekhmet est le 22e album de la série de bande dessinée Papyrus de Lucien De Gieter. L'ouvrage est publié en 1999.

## Synopsis
La déesse Sekhmet est déchaînée : l'ancien Grand Prêtre de son temple conçoit un plan diabolique. La princesse Théti-Chéri, seule capable de calmer la divinité, a disparu.

## Personnages principaux
Papyrus le héros, Théti-Chéri la fille du pharaon.